# Iruecha (Soria)
Iruecha es una localidad española del municipio de Arcos de Jalón, perteneciente a la provincia de Soria, en la comunidad autónoma de Castilla y León. Está ubicada en la comarca de Arcos de Jalón y el partido judicial de Almazán.

## Toponimia
El topónimo actual parece ser una adaptación del nombre antiguo del lugar Hyrocha (1353) que en euskera se puede traducir por Tres casas. Este topónimo  y el de la vecina localidad de Chaorna (Soria) han generado cierta controversia entre los estudiosos de las lenguas prerromanas, tras la publicación realizada en 1948 por Ramón Menéndez Pidal sobre los dialectos ibéricos, testimonio de  la  presencia  vasca lejos de los límites del vascuence moderno.
Pudiéndose ser fruto de la repoblación a partir del siglo XII de todo este territorio fronterizo, tras la conquista del mismo por Alfonso el Batallador, rey de Aragón y Navarra. Aunque la probabilidad de que su origen sea prerromano es mayor, pues parece lógico pensar que cuando estos colonos navarros llegasen a la zona, si es que llegaron, ya existiría una población, con un nombre, habida cuenta de los numerosos restos arqueológicos hallados.

## Geografía
Su término, situado en el extremo sudoriental de la provincia de Soria, linda con las de Zaragoza y de Guadalajara, en plena sierra de Solorio con su sabinar inmenso y en estado casi puro. Se accede por carretera, pasando Aguilar de Montuenga, Chaorna y Judes. Para llegar a Iruecha desde Guadalajara o Madrid, se continúa la A-2 hasta Alcolea del Pinar, donde se toma la carretera N-211 hasta Maranchón, donde se toma la carretera GU-407, GU-406 y SO-V-4130. O desde la autovía A2, en las provincias de Soria o Zaragoza pasando por Torrehermosa y Alconchel de Ariza desde Santa María de Huerta o Monreal de Ariza respectivamente.
En su término se encuentra el despoblado de Algondrón (41°08′4,13″N 2°07′43″O), finca de 372 ha (la mayoría monte) que perteneció a la villa de Santa María de Huerta. Durante la exclaustración de 1835-1845 fue comprada en proindiviso por 23 vecinos de Iruecha, a los frailes de Santa María de Huerta. Tiene un manantial con lavadero, dos casas con capilla, pajar, horno de leña, la mayoría en mal estado de conservación.
La totalidad del término, junto con los de Judes, Chaorna, Algondrón y parte de Sagides han sido protegidos medioambientalmente con la figura de Lugar de Interés Comunitario (LIC) de "Los Sabinares del Jalón".
El mojón de las tres provincias (41°08′49″N 2°02′59″O) corresponde también a tres comunidades, en plena sierra de Solorio con su sabinar inmenso y en estado casi puro. Se accede por carretera desde: 
-	Arcos de Jalón: A-2, SO-P-3008, pasando Aguilar de Montuenga, Chaorna y Judes; SO-V-4130
-	Maranchón: N-211, Valle del Mesa GU-407, GU-406, SO-V-4130
-	Santa Mª de Huerta: A-2, SO-P-3010, Z-V-2504, Torrehermosa y Alconchel de Ariza, SO-P-3008.
-	Monreal de Ariza: A-2, Z-V-4503, CV-937, Z-V-2504, Torrehermosa y Alconchel de Ariza, SO-P-3008.

## Historia
Es difícil precisar cuando empieza la historia de Iruecha. En las proximidades se han encontrado restos de herramientas de piedra talladas por los hombres del Paleolítico. Estos parajes estarían visitados ocasionalmente por los miembros de alguna banda de cazadores que en los diversos navajos acecharían a sus presas en los meses de verano. Estos solían apostarse a lo largo de los caminos que los animales salvajes empleaban en sus migraciones anuales. Iruecha y la sierra del Solorio se encuentran situados en la encrucijada de dos de estas vías de comunicación. Una es la que desde Alcolea del Pinar, comunica la Meseta con la llanada de Teruel y la salida al mar. La otra vía de comunicación es la que por el valle del Jalón, une la Meseta con Aragón.
Empiezan a ser importantes los almacenes donde las diversas comunidades guardan las cosechas y los animales domésticos.  Estos almacenes a su vez son pieza codiciada de otros pueblos donde la climatología no permite hacer un gran acopio de cosechas o animales, razón ésta por la que ya en estos tiempos, los asentamientos humanos se harán  fortificados, en lugares de fácil defensa y en las cercanías de manantiales.  No parece probable que en la actual Iruecha hubiese en esta época neolítica un asentamiento permanente, aunque sí los hubo en las proximidades (La Coronilla, cerro de la Herradura, hoya de la Loba, y más cerca aún el cerrillo de Peñarubia).
Es más que probable que fuese aquí el lugar del asentamiento de la “primitiva Iruecha”, en tiempos neolíticos, como lo atestiguan las laderas aterrazadas, claramente para soportar un cinturón de murallas, y los dos menhires que en la actualidad aún persisten, como mojones, marcando el principio y final de un recinto sagrado, que es el que en la actualidad ocupa la ermita de San Roque. Primitivamente, las incursiones y pillajes de unos pueblos hacia otros, fomentó las primeras asociaciones de comunidades, esto acarreó que se formaran en el interior de la península ibérica una especie de confederaciones de pueblos, unidos entre sí por lazos de amistad y alianza, pero nada parecido a los reinos que existían en el Levante, unas de las vías de comunicación con el interior de la península era precisamente la que pasaba por lo que hoy es Molina, Maranchón. Por esta ruta llegaron sin duda a los habitantes que por aquí vivían el conocimiento del cobre, el bronce y posteriormente, el hierro.
Esta situación de confusión, y de guerra estacional casi permanente duró hasta la llegada de Roma, de hecho ésta se aprovechó con mucha habilidad de las desavenencias y rivalidades de unos grupos con otros para poco a poco ir dominando a todos los que habitaban en el interior peninsular. En concreto, la zona de Iruecha estaba poblada por la tribu de los arévacos, una población de origen celta, considerados los más poderosos de los pueblos celtíberos, aunque los diferentes poblados nunca formaron una alianza permanente frente a los invasores foráneos, primero los cartagineses de Aníbal, y luego las mucho más poderosas legiones de Roma.
Una vez pacificada la zona bajo la autoridad romana, unos pastores que quizás con un carácter permanente hubieran hecho sus casas en el lugar conocido como el cerro de la Herradura cercano a Valdequesera, por donde discurriría un permanente caudal de agua, hoy inexistente, pero que en esta época, conocida climatológicamente como “período cálido romano”, al tener una mayor temperatura media, se caracterizaba por una mayor pluviosidad, y por lo tanto una mayor abundancia de cursos superficiales de agua. Tal vez por esas fechas el primitivo asentamiento del cerro de Peñarubia estuviese ya abandonado.
Se desconoce si Iruecha se pobló o despobló en el transcurso del Imperio romano. De haberse despoblado sería en los años que marcaron el fin del dominio de Roma y la irrupción de los grupos bárbaros. Siglos convulsos de los que no conocemos apenas nada (en un lugar próximo  se ha encontrado una moneda y hebilla visigoda que se encuentran actualmente en el Museo Numantino de Soria), y en los que la zona del valle del Jalón se convirtió en zona de frontera entre el dominio de los pueblos suevos y los restos del imperio romano, para ser definitivamente dominado por los visigodos.
Con la decadencia del mundo romano, y el consiguiente abandono de la calzada que unía la Meseta con el valle del Ebro, pasando por Ocelis (ahora Medinaceli), empezaría a cobrar importancia otra vía alternativa que uniera ambos territorios. Este camino, que cuando estaba en uso se conocía en el lugar como “Camino Real” partiría de las inmediaciones del actual pueblo de Alcolea del Pinar, se dirigiría hacia la actual localidad de Aguilar de Anguita, para desde allí encaminarse al llamado Campo Taranz y posteriormente hacia Iruecha, Sisamón y Calatayud, ya en el valle del Jalón. Este camino será determinante en el futuro de Iruecha durante siglos.
En el año 711 se inicia otro período trascendente en la historia de España. Comienza la invasión islámica, que en poco tiempo será prácticamente ocupada, señal del poco arraigo en la población que tenía la dominación visigoda. Muy pronto los musulmanes convierten a la antigua Ocelis romana en la capital de la llamada Marca Media. Cabe suponer que la invasión islámica no acarrearía en principio un cambio poblacional para los habitantes de la primitiva Iruecha. Prácticamente la mayoría de los habitantes peninsulares fueron muladíes, es decir, que se convirtieron sin demasiados problemas a la nueva fe. Lo que sin duda influyó fue un cambio en las razas de pastoreo que hasta entonces había.
En los tiempos de la dominación islámica, la época de abundancia de agua ya había pasado. Casi con toda seguridad el asentamiento del cerro de la Herradura estaría abandonado, así como otros asentamientos que había en las proximidades como los de Coronilla, Hoya  de la Loba, etc. Es posible que los que habitasen el lugar se trasladasen poco a poco a un sitio más cercano a la laguna, siempre permanente, y a la fuente que aún existe en la actualidad, pero en cualquier caso, no se trataría de un pueblo al uso, sino de unas simples casas más o menos agrupadas, construidas aparentemente al azar. Y tal vez, aunque evidentemente esto es imposible de comprobar, de esta época o de alguna muy cercana en el tiempo, venga el dicho de “Iruecha, tres veces hecha”, referido a los asentamientos del cerrillo de Peñarubia, el del cerro de la Herradura, y el definitivo, el actual.
Iruecha y la sierra del Solorio se transformaron en zona fronteriza en torno al año 1000, cuando al desplomarse el Califato de Córdoba a la muerte de Almanzor, se establecieron los reinos de Taifas, concretamente entre la poderosa taifa de Zaragoza y la no menos poderosa de Toledo. Las rapiñas entre unos y otros serían relativamente frecuentes en estos tiempos.
Sería en 1129 cuando el rey de Aragón, Alfonso el Batallador conquistará la plaza de Medinaceli, Molina y el territorio circundante. Posteriormente volvería a manos almorávides por un tiempo, para ser de nuevo reconquistada por el noble castellano Manrique de Lara. En los años finales del siglo XII, se produjo la batalla de Alarcos, donde el rey de Castilla Alfonso VIII fue estrepitosamente derrotado por el califa almohade Yusuf II. Una de las consecuencias de ese desastre fue que la frontera cristiana que por entonces se hallaba próxima a Sierra Morena retrocedió hasta la línea del Henares, llegando a sitiar los almohades ciudades como Guadalajara, Madrid y Alcalá.
Posiblemente en esos años y tratando de acceder a Aragón, alguna pequeña fuerza almohade fue derrotada por la caballería villana de los pueblos de la sierra del Solorio. La conmemoración  de este hecho de armas dio origen a La Soldadesca, una atípica fiesta de “moros y cristianos”, que antaño se celebraba en varios pueblos próximos, siendo Iruecha en la actualidad el único de la comarca que la conmemora con carácter anual. Curiosamente es en estos años, a principios del siglo XIII, cuando se supone que un juglar de algún lugar próximo a Medinaceli, y que evidentemente conocía el territorio glosó sobre papel el Cantar de Mio Cid. Obra que presenta una curiosa mezcla de realidad y ficción, y en la que el juglar, aunque sin mencionarla, hace pasar al Cid precisamente por Iruecha. Las palabras que escribió fueron:
Por las cueuas d´Anquita ellos passando van.
Passaron las aguas, entraron al campo de Torançio,
Por essas tierras ayuso quanto pueden andar.
Entre Fariza e Çetina Myo Çid yva albergar.
Hay suficientes elementos para deducir que el camino que toma el Cid es precisamente el Camino Real, pues según el Cantar, va remontando el Henares, suponiendo que llega hasta Alcolea. Desde ahí pasando por Aguilar de Anguita, el lugar conocido como cuevas o “cobas” (voz esta hispanoárabe que significa peñasco puntiagudo), cruzando las aguas (posiblemente una laguna de poco fondo que se formaba en tiempos medievales al pie mismo de esta localidad) y accediendo al Campo de Tarancio, que es precisamente el itinerario que seguía el Camino Real. Cuando el peligro almohade fue definitivamente alejado en la batalla de las Navas de Tolosa, en 1212, Iruecha volvería entonces a ser zona de frontera, esta vez entre los reinos cristianos de Castilla y Aragón.
Desde la creación del condado de Medinaceli en 1368, la historia de un gran número de pueblos y aldeas, abarcando una amplia zona del norte de Guadalajara y sur de Soria, ha estado estrechamente relacionada con la casa de Medinaceli. Nuestros abuelos nos han relatado historias, a veces leyendas, de cuando los “comunes” de estos pueblos todavía pertenecían al condado de Medinaceli.
La expansión demográfica acontecida a finales de la Edad Media pudo propiciar el asentamiento de un grupo mayor de pastores-agricultores en el lugar ya conocido como Iruecha seguramente desde tiempo inmemorial, sin embargo gran parte de la población de Iruecha en estos tiempos pertenecería a lo que hoy conocemos como “sector servicios”. Habría en el pueblo herreros, talabarteros, posaderos, mesoneros y un largo etcétera de oficios relacionados con la arriería y el transporte en carreta. Esto trajo consigo la creación de lo que actualmente conocemos como un pueblo, algo diferente a las “tres casas” que primitivamente había en aquel lugar. Se levantarían casas muy parecidas a las tradicionales que conocemos.
Será entonces, hacia 1400, al final de la Edad Media, cuando la actual Iruecha comience a crecer, y se establezca el actual núcleo de población de una manera definitiva, y posiblemente cuando desaparecieran los otros núcleos próximos, como el que posiblemente hubiese en los alrededores de la antigua ermita de La Lastra. Los nuevos tiempos trajeron un aumento demográfico en la zona, Iruecha y otros pueblos de las proximidades van tomando poco a poco el aspecto que actualmente podemos ver. Se edifican las iglesias, las ermitas, se empiedran las calles, se roturan cada vez más los campos. Finalmente hacia el siglo XVI se introduce el ganado mular en las explotaciones, lo que será la última gran innovación agrícola y de transporte implantada.
Desde el siglo XVI ya Iruecha es una entidad semejante a lo que ahora se conoce. Un pueblo con su ayuntamiento, sus calles y un régimen de vida que se ha mantenido casi inalterado con el tiempo hasta llegar a los albores del siglo XX, sometido a los vaivenes de la historia de España, pero ya como un pueblo más.
Durante la guerra de la Independencia, Iruecha fue un lugar clave en las comunicaciones de Aragón con la Meseta, precisamente por controlar una de las principales vías de comunicación. Esto hizo que en sus inmediaciones ocurrieran varios hechos de armas, que sin ser grandes batallas han quedado registradas como muestras de la reacción del ejército regular y de las fuerzas guerrilleras españolas frente al invasor francés. Poco después de estos acontecimientos, puede decirse que Iruecha era un lugar pujante, prueba de ello es el órgano que se construyó en la iglesia (y que actualmente se conserva de forma lamentable).
A la caída del Antiguo Régimen la localidad se constituyó en municipio constitucional en la región de Castilla la Vieja. Durante la primera y tercera guerra carlista también están registradas acciones armadas en Iruecha y sus inmediaciones, lo que confirma la importancia que tenía el pueblo como un hito del Camino Real de Aragón. A mediados del siglo XIX, la villa, por entonces con ayuntamiento propio, tenía contabilizada una población de 680 habitantes. Aparece descrita en el noveno volumen del Diccionario geográfico-estadístico-histórico de España y sus posesiones de Ultramar de Pascual Madoz de la siguiente manera:

IRUECHA: v. con ayunt. en la prov. de Soria (15 leg.), part. jud. de Medinaceli (5), aud. terr. y c g. de Burgos (39), dióc. de Sigüenza (9): sit. en el descenso de una pequeña colina, con libre ventilacion y clima frio pero sano, sin que se conozcan otras enfermedades especiales, mas que algunas tercianas y reumas: tiene 167 casas; la consistorial en la que está la cárcel, y escuela de instruccion primaria frecuentada por 50 alumnos de ambos sexos á cargo de un maestro dotado con 1,100 rs.; una posada, un horno de pan cocer, una igl. parr. (San Juan Bautista): fuera de la v. aunque muy inmediata á las casas, hay una fuente de buenas aguas, que provee á las necesidades del vecindario, y á la distancia de 500 varas se encuentran 2 cementerios en posicion que no ofenden á la salubridad pública. térm. confina N. Sisamon; E. Mochales; S. Codes, y O. Judes; dentro de él se encuentra una estensa laguna en la que nunca falta el agua, si bien en el verano disminuye bastante; el terreno en su mayor parte llano abraza 6,100 fan. de cultivo en esta forma: 1,600 de primera calidad, 3,700 de segunda y 800 de tercera; 5,500 de prados naturales, 2,000 de monte arbolado de encina, roble, sabina y enebro; 1,100 de bosque de maleza, y 2,400 de baldíos; caminos: los que dirigen á los pueblos limítrofes, todos de herradura y en malísimo estado, principalmente en tiempos lluviosos. correo: se recibe y despacha en la adm. de Medinaceli por un cartero. prod.: trigo, cebada, centeno, avena, judias, garbanzos y otras legumbres, patatas, nabos, cáñamo, hortalizas, fruta y miel; se cria ganado lanar, cabrío, mular, asnal y de cerda, raza de liebres, conejos y perdices. ind.: la agrícola, la recriacion de colmenas, algunos de los oficios mas indispensables y 11 telares de lienzos ordinarios de lino y cáñamo. comercio: esportacion de frutos sobrantes, ganado y lana para Molina de Aragon, y en cambio se importa vino, aceite y otros art. de consumo que no produce el pais. pobl.: 170 vec., 680 alm. cap. prod.: 167,098 reales 26 mrs. imp.: 76,902 rs. 20 mrs. contr.: por todos conceptos 12,729 rs. 4 mrs. presupuesto municipal 6,149 rs. 8 mrs., se cubre con los fondos de propios y arbitrios y reparto vecinal.
(Madoz, 1847, p. 446)

Empezó su lento y prolongado declive primero cuando se abrió y se reguló definitivamente el camino de postas y de diligencias de Madrid a Aragón por Medinaceli y Ariza, lo que traería consecuencias negativas, no sólo para Iruecha, sino también para los pueblos que jalonaban la otra vía de acceso a Aragón desde Castilla, que desde Maranchón se dirigía a Embid, Used, Daroca y Zaragoza. Cuando se trazó la línea del ferrocarril por esta misma vía, el ocaso de Iruecha ya fue irreversible. A partir de entonces el otrora transitado Camino Real, y las ventas y fondas que lo jalonaban, cayeron poco a poco en el olvido hasta desaparecer por completo. Al estar en un terreno agreste y pobre desde el punto de vista agrícola y ganadero, Iruecha no pudo soportar una alta densidad de habitantes, por lo que la emigración, y la falta de alicientes hicieron descender su población de manera dramática ya desde principios del siglo XX. Los pajares, las eras y las casas abandonadas fueron ya la prueba definitiva de que los buenos días en que los comerciantes, arrieros y simples viajeros que pasaban por Iruecha yendo y viniendo con mercancías, noticias y nuevas ideas se habían acabado para siempre.
El municipio de Iruecha desapareció en 1967, al ser fusionado con los de Arcos de Jalón, Aguilar de Montuenga, Chaorna, Montuenga, Judes, Somaén, Layna, Sagides, Velilla de Medinaceli y Jubera. Contaba entonces con 114 hogares.

## Demografía
| Gráfica de evolución demográfica de Iruecha entre 1842 y 1960 |
| |
| Población de derecho según los censos de población del INE Población de hecho según los censos de población del INEEntre el censo de 1970 y el anterior, este municipio desaparece porque se integra en el municipio 42025 (Arcos de Jalón) |

En el año 1981 contaba con 40 habitantes, concentrados en el núcleo principal, pasando a 16 en 2009, en verano se llena con los hijos de la emigración.

## Museo etnológico
En este museo se pueden ver toda una serie de útiles y enseres de profesiones antiguas, y una exposición paleontológica e histórica permanente.

## Tradiciones
El penúltimo sábado de agosto se celebra La Soldadesca, única lucha de moros y cristianos que se realiza en Castilla y León. Fue declarada Fiesta de Interés Turístico Regional en 1991. Acuden gran cantidad de turistas de todos los puntos de la región y de España.

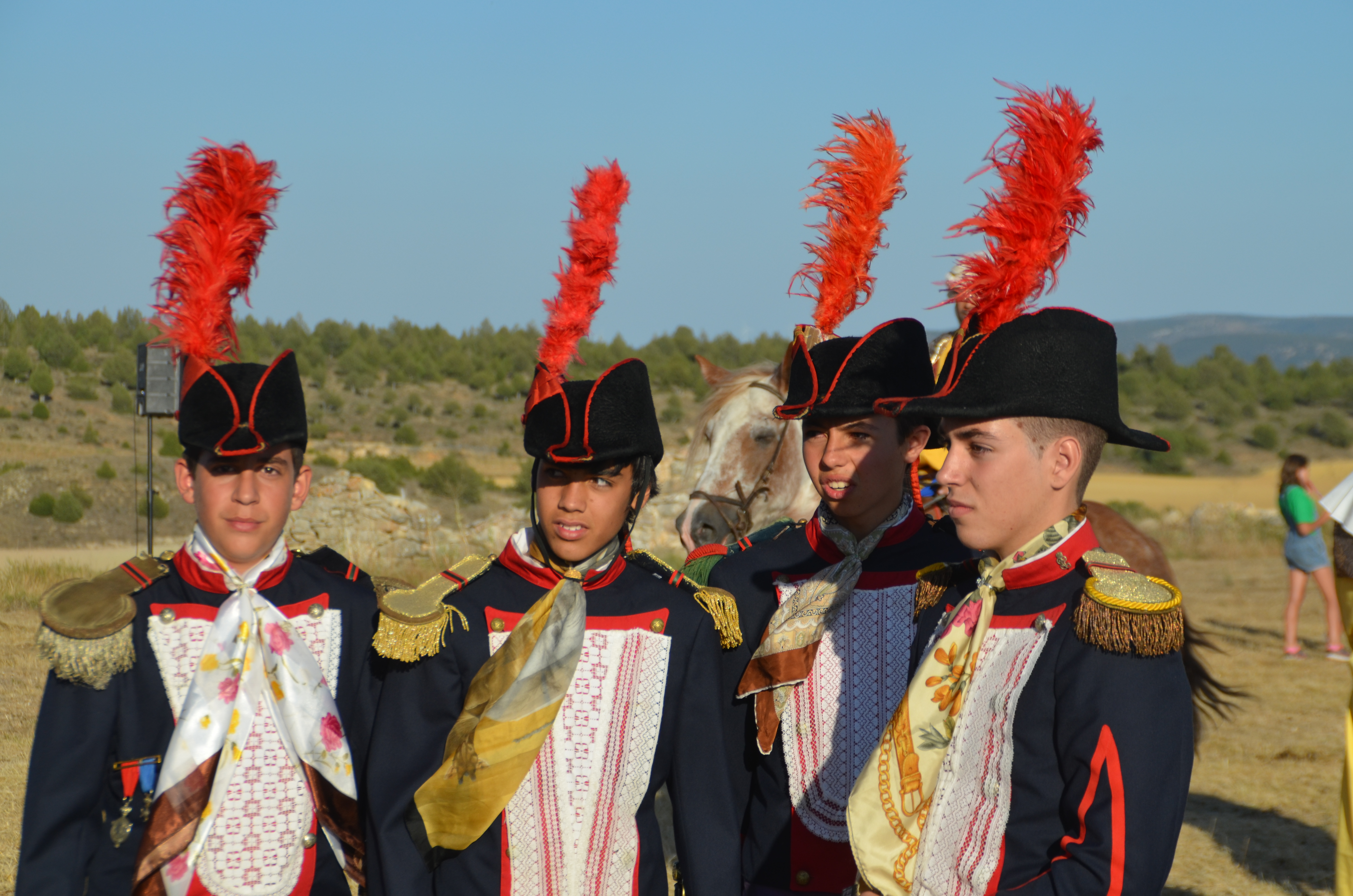
Soldadesca de Iruecha

## Patrimonio y Lugares de Interés
- Iglesia parroquial de San Juan Bautista,[2] con órgano de 1817 y Rosario de Faroles.
- Ermita de San Roque, parcialmente derruida.

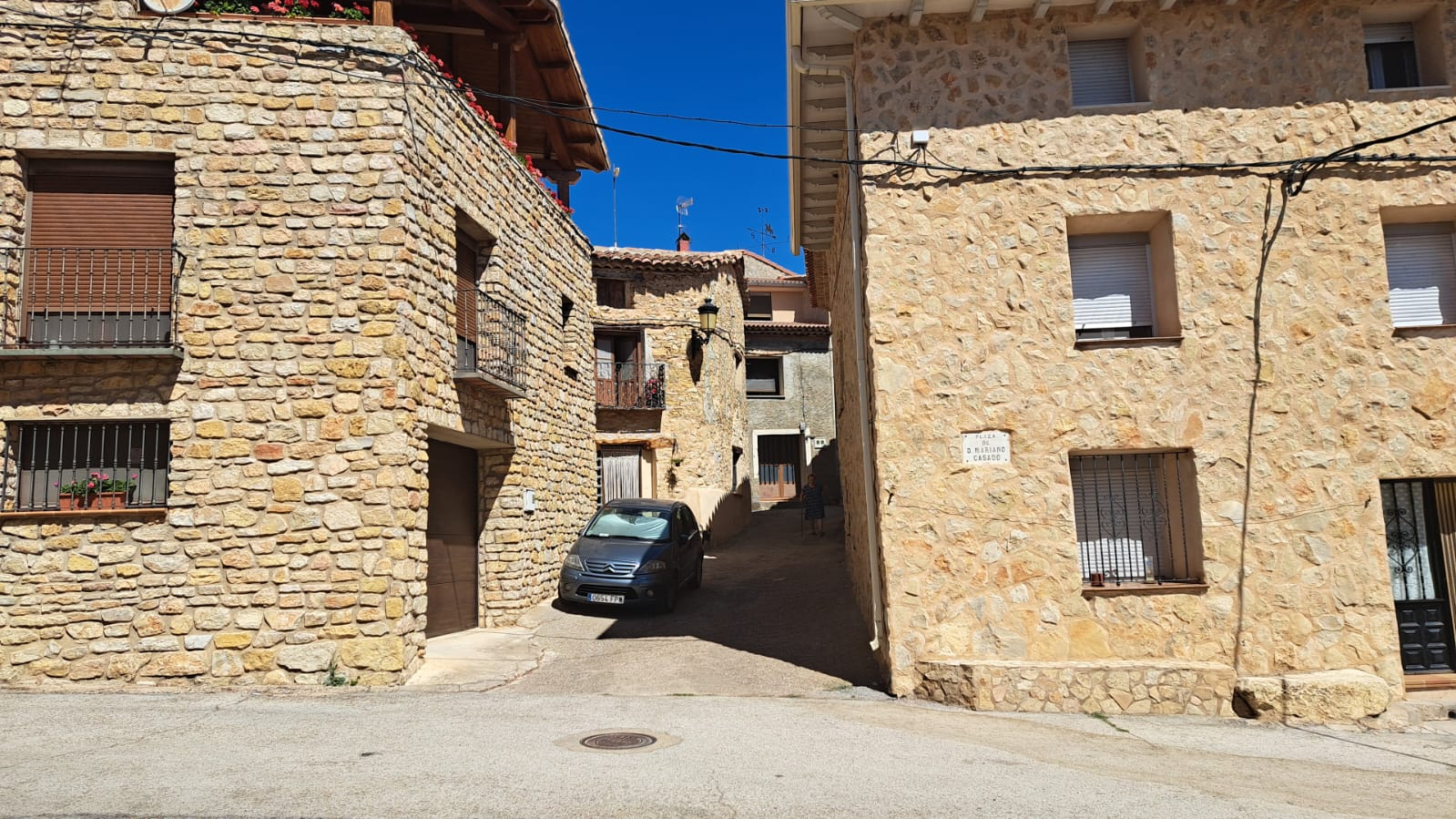
Casas rurales de Iruecha.

- Nevera.
- Fragua.
- Lavadero.
- Dos fuentes.
- Dos pilones.
- Cuatro hornos.
- Dos peirones.